# Desmopachria dispar
Desmopachria dispar är en skalbaggsart som beskrevs av Sharp 1882. Desmopachria dispar ingår i släktet Desmopachria och familjen dykare. Inga underarter finns listade i Catalogue of Life.